# Kirche Topfseifersdorf

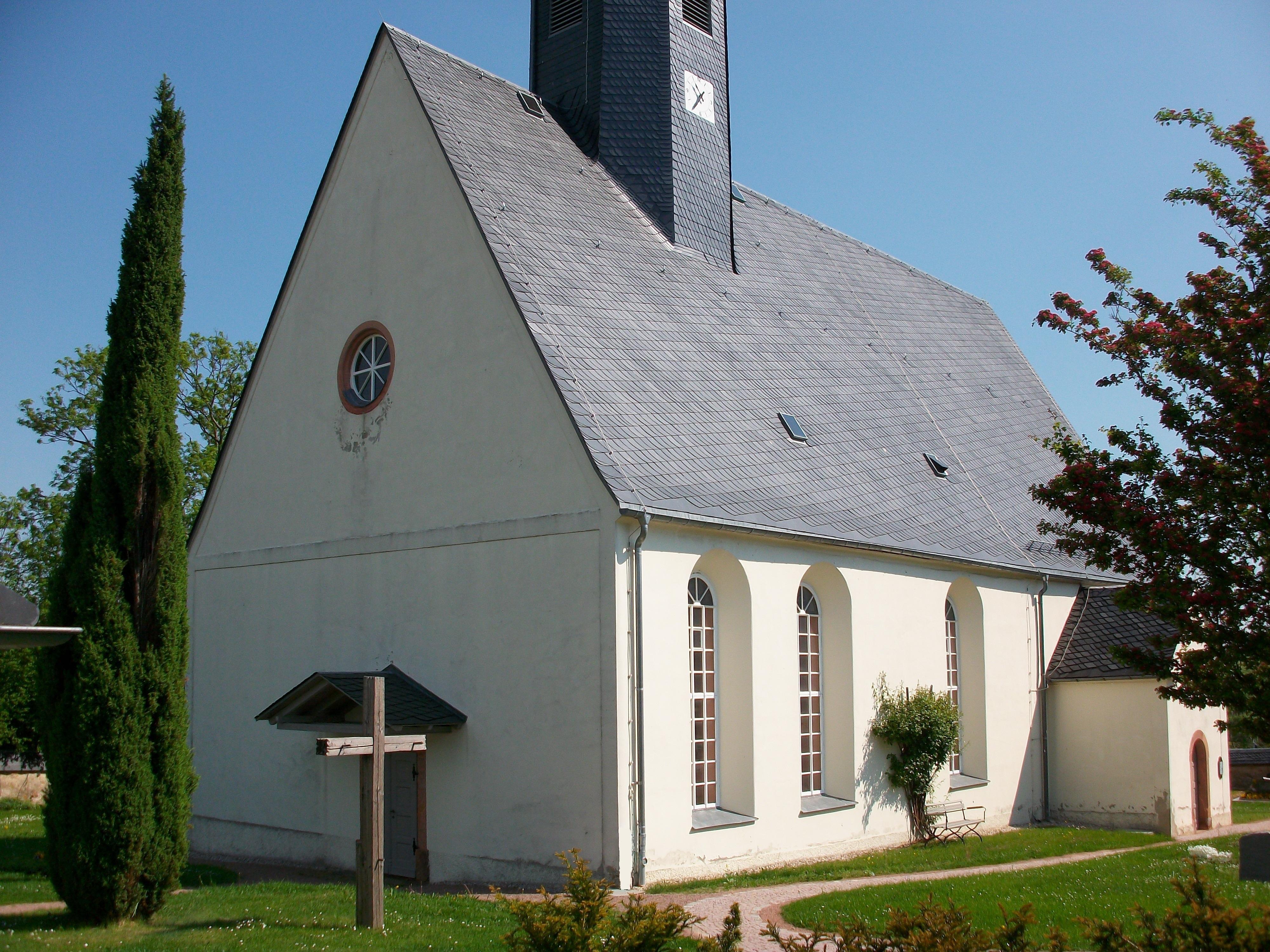
Kirche Topfseifersdorf

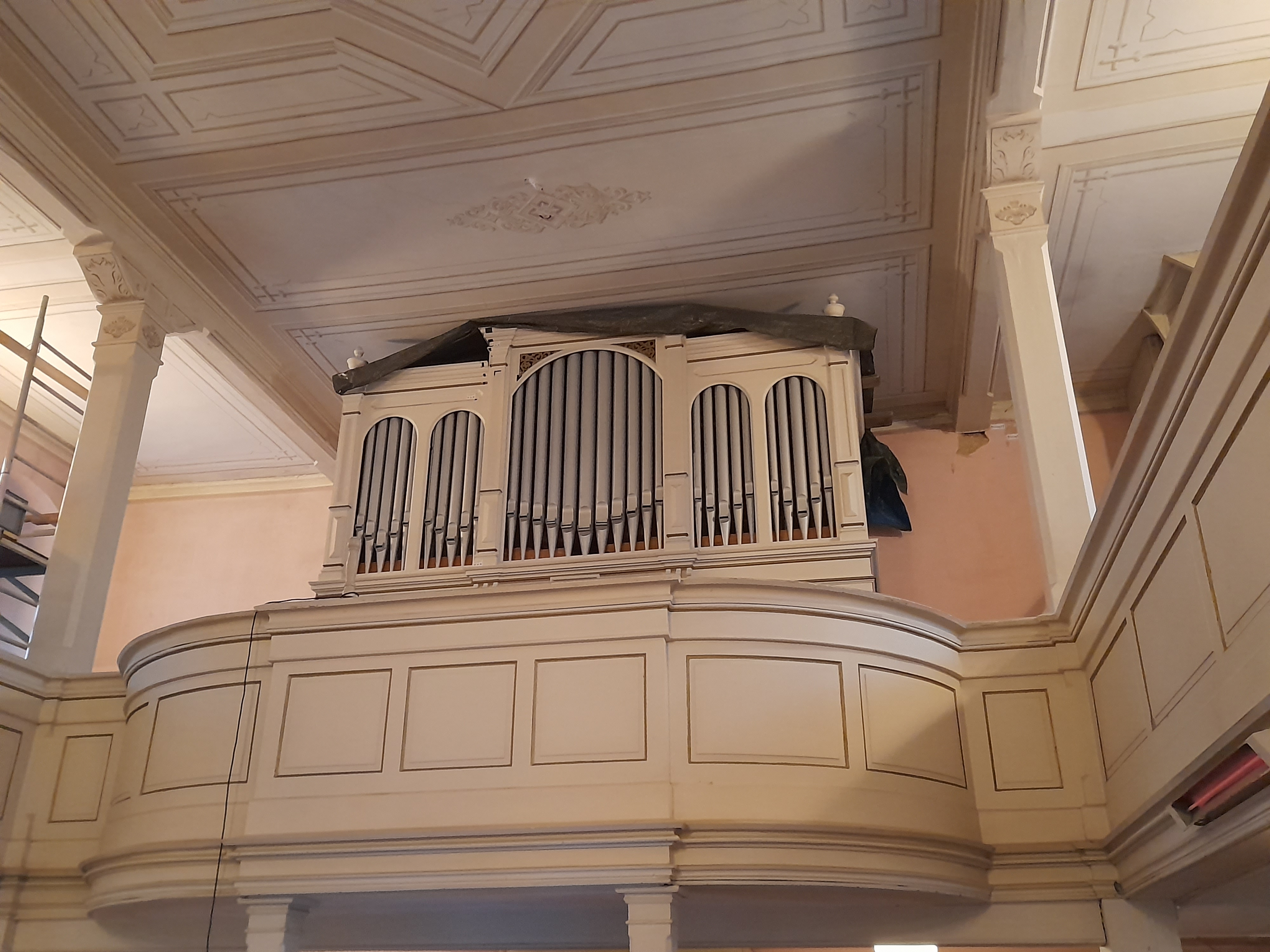
Orgel

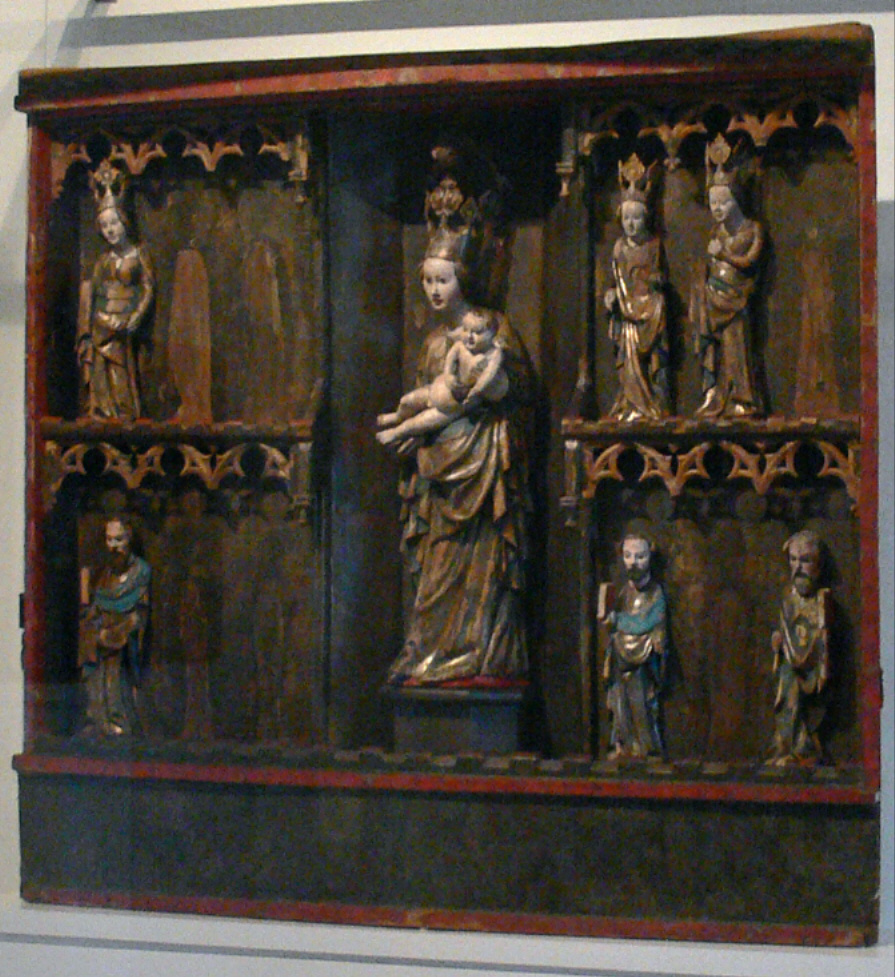
Topfseifersdorfer Altar (jetzt im Schlossbergmuseum Chemnitz)

Die evangelische Kirche Topfseifersdorf ist eine im Kern romanische Saalkirche im Ortsteil Topfseifersdorf von Königshain-Wiederau im Landkreis Mittelsachsen in Sachsen. Sie gehört zur Kirchengemeinde Seelitzer Land im Kirchenbezirk Leisnig-Oschatz der Evangelisch-Lutherischen Landeskirche Sachsens.

## Geschichte und Architektur
Die kleine, im Kern vermutlich romanische Saalkirche wurde im 15./16. Jahrhundert am Chor in Saalbreite verlängert. Eine Umgestaltung des Innern erfolgte 1865, eine Restaurierung in den Jahren 1968 bis 1971. Das Bauwerk ist ein verputzter Bruchsteinbau mit geradem Schluss, an den an der Ostseite ein kleiner Anbau mit Sakristei im Dreiachtelschluss angefügt ist. Das Bauwerk wird durch einen hohen, spitzen Dachreiter akzentuiert.

## Ausstattung
Das nüchterne Innere ist flachgedeckt mit eingeschossigen Emporen an drei Seiten. Das Hauptstück der Ausstattung ist ein beachtenswerter spätgotischer Schnitzaltar aus dem Jahr 1514, der in das Schloßbergmuseum Chemnitz umgesetzt wurde. Er zeigt in der Predella ein Relief mit einer Darstellung des Abendmahls, im Schrein die Muttergottes, flankiert von den Heiligen Andreas und Johannes dem Täufer. In den Flügeln sind je sechs Heilige dargestellt: links ein Diakon (möglicherweise Laurentius), Wenzel und Thomas, darunter Magdalena, Barbara und Ottilie, rechts Antonius, Urban und Blasius, darunter Dorothea, Katharina und Margarethe. Auf den Rückseiten sind Passionsszenen gemalt: Christus vor Pilatus, die Dornenkrönung, Geißelung und Kreuztragung nach der Grafik Albrecht Dürers. Im Auszug ist eine kleine Kreuzigungsgruppe zu sehen, flankiert von Petrus und Paulus.
Die kelchförmige Taufe aus Porphyr wurde übertüncht und zeigt neben dem kursächsischen Wappen dasjenige des Stifters W. H. V. Schönburg mit der Jahreszahl 1601. Zwei Grabdenkmäler aus Sandstein mit farbiger Fassung wurden nachträglich übertüncht, das eine vermutlich für A. W. V. B(ose?) († 1558) mit der Darstellung der Relieffigur eines vor dem Kruzifix knienden Ritters, darüber das Stifterwappen des Bischofs Johann IX. von Haugwitz; das andere für Christoph von Rauschendorf († 1571) mit lebensgroßer frontaler Darstellung eines Ritters.
Die Orgel ist ein Werk von Schmeisser aus dem Jahr 1890 mit elf Registern auf zwei Manualen und Pedal. Die Disposition lautet:
| 1. Manual C–e3  |    |
| Principal       | 8′ |
| Doppelflöte     | 8′ |
| Flauto traverso | 8′ |
| Viola di Gamba  | 8′ |
| Octave          | 4′ |
| Octave          | 2′ |

| 2. Manual C–e3   |    |
| Lieblich Gedackt | 8′ |
| Fugara           | 8′ |
| Gemshorn         | 4′ |

| Pedal C–d1    |     |
| Subbass       | 16′ |
| Principalbass | 8′  |

- Koppeln: Manualcoppel, Pedalcoppel
- Nebenregister: Calcantenruf

## Umgebung
Auf dem Friedhof ist ein interessantes Porphyrdenkmal in Form eines Baumstumpfes mit angehängter Tafel aus der ersten Hälfte des 19. Jahrhunderts zu finden.